# Volvo B58
El Volvo B58 fue un chasis de autobús con motor producido por el fabricante sueco Volvo desde 1966 hasta principios de 1982. Fue sucedido por el B10M.

## Operadores
En el Reino Unido, que fue vendida a muchos operadores importantes, incluyendo Wallace Arnold y Parques de Hamilton desde 1972. Muchos de los Volvos B58 en el Reino Unido se construyeron como entrenadores.
En 1978, en la Gran Autoridad de Transporte de Estocolmo ordenó más de 250 B58.
Hasta 2007, GO Wellington en Nueva Zelanda operado como 68 trolebuses Volvo B58.
En Brasil, el Volvo B58 (nombrado como B58E) fue construido en Curitiba desde 1977 hasta 1997. Fue utilizado en autobuses de la ciudad, incluyendo los trolebuses y autobuses de carretera, en ciudades como São Paulo, Curitiba, Porto Alegre, Campinas, Sorocaba y Belo Horizonte. También, en 1992, era el B58E, el primer chasis bi-articulado de Brasil, y el primer 33 es operado en Curitiba como Express Line Buses.
Chasis de este modelo de procedencia Brasilera fueron carrozados en las empresas Caio, Ciferal y Thamco para enviar a Montevideo, Uruguay tanto antes como después del lanzamiento del "Plan Nacional de Renovación" de flota para las empresas CUTCSA, COETC, UCOT y Raincoop adquiriendo CUTCSA unos 260 (10 en 1990, 18 en 1991 antes del "Plan Nacional de Renovación de Flota que fueron carrozados por la misma CUTCSA en Uruguay, 175 despues de su lanzamiento en 1993 y 57 en 1994) coches con carroceria CAIO Vitória que serian radiados entre 2008 (la Administración de Ferrocarriles del Estado usaria uno de los motores de estos chasis como reemplazo en el coche motor Brill 60 numero 127, reemplazando un motor Cummins Inc. que a su ves habia reemplazado en motor a Gasolina original en la decada de 1960) y 2015 cuando se irían la unidades ex-UCOT adquiridas en 2002, COETC que adquirio un total de 153 coches con carroceria Ciferal Padron Rio (dos tandas de 14 y 38 coches en 1992, 83 en 1993, 6 en 1994 y 5 en 1996) que han sido radiados de servicio entre 2008 y 2022, UCOT adquirio 118 chasis carrozados con carrocerias CAIO Vitória (en una renovación total de flota)) que fueron desafectados y derivados a multiples destinos entre 2001 (estos coches serian todos vendidos a CUTCSA o Raincoop) y 2012 manteniendose algunos como suplentes, Raincoop adquirio 91 coches con carroceria CAIO Vitória (15 de uso suburbano entre 1992 y 1993, 15 urbanos en 1992, 55 urbanos en 1993 y 6 urbanos en 1994) manteniendose estos hasta 2011 donde fueron radiados de servicio en una renovación completada en 2012 con algunos ex-UCOT adquiridos en 2002 manteniendose en la empresa hasta su cierre en 2016, en 1993 unos 18 chasis B58E fueron carrozados para Raincoop por Thamco en el modelo Scorpion TH3250USS que seria desafectados entre 2008 y el cierre de la cooperativa en 2016 con el coche 100 pasando a manos de Erhitran (asociación dedicada a la conservación del patrimonio del omnibus uruguayo), Raincoop adquirio un ultimo chasis de este modelo en 1998 para sus lineas suburrbanas que fue carrozado con carroceria Marcopolo Allegro GV; Dos empresas del Interior de Uruguay adquireron chasis de este modelo para uso urbano y suburbano siendo estas Olivera Hnos. de Maldonado que compro 10 unidades para carrozar en CAIO Vitória que pasarian a manos de CODESA en su fusión, mientras que en la ciudad de Las Piedras del Departamento de Canelones la empresa CODET adquirio 11 con carroceria CAIO Vitória "Intercity" en 1992 y otros 10 en 1993, además de comprar en 1997 a la empresa Solfy SA 2 coches Volvo B58E con carroceroa Marcopolo Allegro G4 y en 1998 adquiere 4 con carrocería Marcopolo Allegro GV también a Solfy SA; con todos los coches pasando a ser propiedad de COETC el 1 de agosto de 2007 con la fusión entre ambas empresas siendo radiados entre 2008 y 2011; la empresa interderpatamental CITA S.A también tuvo coches con chasis Volvo B58E adquiridos entre los años 1990 y 1993 que finalmente dejaron la empresa en su totalidad en 2018
En Australia, la B58 era popular entre los operadores del gobierno. ACTION, puesto 77 en el servicio entre 1972 y 1976, el Fideicomiso del Transporte Metropolitano, en Tasmania eran 68 rígidos y tres articulados en septiembre de 1975, y la Autoridad de Transporte del Estado, en Adelaida eran 65 rígidos y 35 articulados en abril de 1980.
El chasis también encontró un mercado con operadores privados de Australia. Forest Coach Lines compró 13 entre 1972 y 1984, carriles de buses 30 entre 1978 y 1981, y Grenda Corporación 18 entre 1980 y 1983. Todo complementado sus flotas con las compras de segunda mano.